# Calichodes difoveata
Calichodes difoveata är en fjärilsart som beskrevs av Eugen Wehrli 1943. Calichodes difoveata ingår i släktet Calichodes och familjen mätare. Inga underarter finns listade i Catalogue of Life.